# Jorge Pardo (sculpteur)
Pour les articles homonymes, voir Jorge Pardo.
Jorge Pardo (né en 1963) est un sculpteur et artiste américano-cubain. Il est représenté en France par la commissaire d'expositions Laurence Dreyfus.
Au cœur d'Arles, Jorge Pardo a transformé les six mille mètres carrés de l’hôtel de Maja Hoffman L’Arlatan en œuvre d’art totale. Il a eu carte blanche pour jouer avec ce mille-feuille de temps et d’espaces, tout en créant trente chambres, deux résidences familiales et onze résidences d’artistes.